# Bolhás
Bolhás é um município da Hungria, situado no condado de Somogy. Tem 31,43 km² de área e sua população em 2019 foi estimada em 431 habitantes.